# 부암역
부암(온 종합병원)역(Buam(On General Hospital)Station, 釜岩驛)은 부산광역시 부산진구 범천동에 있는 부산 도시철도 2호선의 지하철역이다. 인근에 부산글로벌빌리지와 온종합병원, 부산진구청이 있다. 그러나, 전동차내 안내방송에서는 온종합병원만 언급되고, 부산진구청은 언급되지 않는다. 부암 교차로 아래에 역이 있으며, 이 역 위로 동서고가도로가 통과한다.

## 역사
- 1999년 6월 30일 : 부산 도시철도 2호선 개통과 함께 영업 개시

## 역명의 유래
"부암동"이라는 지명대로 역명을 지었으며, 지명의 유래는 하천 주변에 구릉과 바위 동산이 흩어져 있다는 데에서 유래하였다. 그러나 이 역은 역명과는 달리 부암동이 아닌 부전동에 있으며, 4번 출구만 부암동에 걸쳐 있다.

## 역 구조
2면 2선 상대식 승강장이 있는 지하역이다. 스크린도어가 설치되어 있다.
대합실을 통과해, 반대편 승강장으로 이동이 가능하다.

### 승강장
| 서면 ↑ |
| \| 상  |
| ↓ 가야 |

| 상행 | ● 부산 도시철도 2호선 | 대연·금련산·수영·해운대·장산 |
| 하행 | ● 부산 도시철도 2호선 | 사상·덕천·호포·양산          |

## 역 주변
- 부전초등학교
- 부산도시공사
- 부산진구청
- 온 종합병원
- 휴 병원
- 서면중학교
- 부산글로벌빌리지
- 부산광역시 동부교육청
- 부산철도차량정비단
- 범천4동
- 가야시장
- 당감2동 행정복지센터
- 부전2동
- 부산CBS

## 승차량 변동
| 역 노선 | 승차 인원 | 승차 인원 | 승차 인원 | 승차 인원 | 승차 인원 | 승차 인원 | 승차 인원 | 승차 인원 | 승차 인원 | 승차 인원 | 승차 인원 | 승차 인원 | 승차 인원 | 승차 인원 | 주 석 |
| 역 노선 | 2002년    | 2003년    | 2004년    | 2005년    | 2006년    | 2007년    | 2008년    | 2009년    | 2010년    | 2011년    | 2012년    | 2013년    | 2014년    | 2015년    | 주 석 |
| ------- | --------- | --------- | --------- | --------- | --------- | --------- | --------- | --------- | --------- | --------- | --------- | --------- | --------- | --------- | ----- |
| 2호선   | 3719      | 3655      | 3461      | 3333      | 3076      | 3154      | 3525      | 3829      | 4497      | 5173      | 5405      | 5464      | 5544      | 5564      | [ 1 ] |

## 인접한 역
| 부산 도시철도 2호선 | 부산 도시철도 2호선   | 부산 도시철도 2호선       |
| ------------------- | --------------------- | ------------------------- |
| 219 서면 장산 방면  | ● 부산 도시철도 2호선 | 221 가야 (지하) 양산 방면 |